# Grendeng
Grendeng is een bestuurslaag in het regentschap Banyumas van de provincie Midden-Java, Indonesië. Grendeng telt 11.438 inwoners (volkstelling 2010).